# Gabriel Ruhumbika
Gabriel Ruhumbika (Isla Ukerewe, 1938) es un escritor, traductor y académico de Tanzania.
Estudió en la Universidad Makerere de Uganda y se doctoró en la Universidad de París IV París-Sorbonne. Ha sido lector en varias universidades como la Universidad de Dar es Salaam (1970-1985) o la  Hampton University (1985-1992). Desde 1992 es profesor de literatura comparada en la Universidad de Georgia.

## Obra
- Village in Uhuru, 1969
- Miradi Bubu ya Wazalendo, 1991
- Janga Sugu la Wazawa, 2002